# Nelson Mandela-dag
De Nelson Mandela-dag - in het Engels: Mandela Day - vindt plaats op 18 juli om wereldwijd mensen op te roepen zich in te spannen voor de wereldvrede door 67 minuten van zijn of haar tijd belangeloos hulp te verlenen aan anderen.
Het idee is oorspronkelijk van de organisatie "46664", die op 18 juli 2002 tijdens haar oprichting de mensen vroeg een donatie te doen. Geen geld, maar iets van hun tijd.
Op de dag waarop Mandela 92 jaar werd, kon er worden teruggekeken op een leven waarin hij zich 67 jaar heeft ingezet voor mensenrechten en gelijkheid voor iedereen. Zowel als advocaat als in de tijd dat hij als politiek gevangene 27 jaar vastzat.
Op voordracht van de Zuid-Afrikaanse ambassadeur Baso Sangqu is deze dag in 2010 door de Verenigde Naties officieel uitgeroepen.